# Angelo Encarnación
Eleutero Benjamin "Angelo" Encarnación (nacido el 18 de abril de 1969 en Villa Duarte) es un ex receptor dominicano que jugó tres temporadas con los Piratas de Pittsburgh y los Angelinos de Anaheim en las Grandes Ligas de Béisbol.
Durante un partido contra los Dodgers de Los Ángeles el 12 de agosto de 1995, Encarnación cometió un inusual error que le costó la victoria en el juego a los Piratas. Encarnación entró en el juego en la parte superior de la undécima entrada con el marcador empatado a 10-10, como corredor emergente en relevo del receptor titular, Mark Parent. Los Piratas no pudieron anotar, y Encarnación se mantuvo en el juego como el receptor. Más tarde ese mismo inning, con un out y Roberto Kelly en la tercera base, Encarnación casualmente recogió el rebote de la pelota con su mascarilla. Esto fue una violación de la regla 7.05 (d) de la MLB, que permite que los corredores embasados en esa circunstancia avanzacen, permitiendo que Kelly anotara la carrera del triunfo sin impugnación.